# アングリーバード2
『アングリーバード2』（原題: The Angry Birds Movie 2）は、2019年に公開されたアメリカ合衆国の3Dアニメーション映画。アプリゲーム『アングリーバード』の映画化第2弾。

## ストーリー
前作から三年後、レッド、ボム、チャック、テレンスは定期的にレオナルド率いるピッグたちがバードアイランドにいたずらを仕掛け続けるので、反撃を続けていた。また、スリングショットがバードアイランド中の交通手段として普通に使われるようになっていた。しかしある時、レオナルドは巨大な氷球がピギーアイランドに発射されたため、停戦を申さざるを得なくなり、鳥たちの前にいきなり停戦書が風船で届けられる。レッドはこれを信用できず、イーグルアイランドに住む紫色のワシのゼータは、常に氷だらけの環境で暮らし続け、食べ物すらアザラシに奪われ、ペットの犬すら氷漬けされている状況であったため、つねにバードアイランド、ピギーアイランド両方を氷の球を発射する装置で支配しようとしていた。バードアイランドでは一同がスピードデートを行っている際に、レッドはチャックの姉妹である科学者のシルバーと出会う。一方で、子供の鳥のゾーイ、ヴィンセント、サマンサはテレンスの保管していた卵を勝手に持ち出して遊んでいると、卵を紛失しかけてしまい、様々な手段を使って探しに行くことになる。レッドは夜、家にいると突然レオナルドが襲撃し、レオナルドの計画の全容について説明されてしまう。そして、レッドはチャック、ボム、シルバー、マイティーイーグルを連れ、その後イーグルマウンテンの中で計画会議を行っていると、マイティーイーグルはゼータのことを聞かされて動揺してしまう中、再び氷球がイーグルマウンテンに直撃してしまい、シルバーの転機により一同は皆一命を取り留める。現代っ子ピッグのコートナー、ギャリーも率い、ピギーアイランドで製造された巨大な潜水艦でイーグルアイランドに向かい、ゼータの野望を止めようと活躍しだす。

## キャスト
括弧内は日本語吹き替え版の声優
- レッド - ジェイソン・サダイキス（坂上忍）
- シルヴァー - レイチェル・ブルーム（竹達彩奈）
- チャック - ジョシュ・ギャッド（勝杏里）
- ボム - ダニー・マクブライド（乃村健次）
- レオナルド - ビル・ヘイダー（岩崎ひろし）
- マイティーイーグル - ピーター・ディンクレイジ（山寺宏一）
- ゼータ - レスリー・ジョーンズ（くじら）
- デビー - ティファニー・ハディッシュ（美々）
- コートニー - オークワフィナ（青山玲菜）
- ギャリー - スターリング・K・ブラウン（菊池通武）
- グレン - エウジェニオ・ダーベス（上別府仁資）
- カール - ザック・ウッズ（松重慎）
- ジェリー - ピート・ダビッドソン（真木駿一）
- ハンク - ベック・ベネット（大泊貴揮）
- ブラッド - ベック・ベネット（齋藤響）
- ゾーイ - ブルックリン・プリンス（蒼井由奈）
- ヴィヴィ - ジェネシス・テノン（永竹功幸）
- サムサム - アルマ・バーサーノ（吉田舞香）
- ジェイ - ジョジョ・シワ（山崎智史）
- エラ - ダヴ・キャメロン（逢田梨香子）
- ピンキー - ニッキー・ミナージュ（和優希）
- ロクサーヌ - コリーン・バリンジャー（内海安希子）
- キーラ - ジョジョ・シワ（斉藤こず恵）
- オリヴァー - メイソン・ラムジー（いのうえ未ちる）
- バッバ - ゲイテン・マタラッツォ

## 評価
レビュー・アグリゲーターのRotten Tomatoesでは110件のレビューで支持率は73%、平均点は5.70/10となった。Metacriticでは23件のレビューを基に加重平均値が60/100となった。